# 朽木晴綱
朽木 晴綱（くつき はるつな）は戦国時代の武将。朽木稙綱の子。正室は飛鳥井雅綱の娘。子に朽木元綱。近江朽木谷城城主。朽木氏は高島氏の支族。通称は弥五郎。官位は宮内少輔。

## 生涯
永正15年（1518年）、近江朽木谷城城主・朽木稙綱の子として生まれる。
祖父・材秀（きひで）からの慣例に従い、室町幕府第12代将軍・足利義晴より偏諱の授与を受けて晴綱と名乗った。晴綱の弟には藤綱、成綱、直綱、輝孝がおり、このうち藤綱と輝孝も義晴の子で室町幕府第13代将軍の足利義藤（後の義輝）から偏諱の授与を受けている。
室町幕府の奉公衆を務め、細川氏や三好氏に京都から追われた足利将軍を朽木谷で保護しており、晴綱は永正4年（1507年）に足利義澄、享禄元年（1528年）に足利義晴を保護した。
また、足利義晴に味方して派兵をし、敵対する諸将と戦ったが、天文19年（1550年）4月21日に朽木氏の本家である高島氏の高島越中守と高島郡河上荘俵山で戦い、戦死した。享年33。嫡男の元綱が僅か2歳で家督を相続した。